# Nadia Zyncenko
Nadia Zyncenko (Nápoles, 1 de abril de 1948) es una pronosticadora y meteoróloga argentina de origen ítaloucraniano.

## Biografía
Es hija de Vladímir Zyncenko (Владимир Зинченко; transliteración: Vladímir Zinchenko), un exsoldado ucraniano ―actualmente fallecido, que participó en la Segunda Guerra Mundial (1939-1945) enrolado en el Ejército Soviético― y de la ucraniana María Petrenko (1924-). Después de la guerra sus padres se conocieron en Roma y se fueron a vivir a Bagnoli (entonces una aldea costera a 5 km de Nápoles, actualmente un barrio del oeste de la ciudad), donde nació Nadia.

A los pocos días de haber nacido, mis padres me subieron a un transatlántico, huyendo del hambre, y llegamos a la Argentina. Como en casa se hablaba en ucraniano y en el colegio en castellano, nunca pude adaptar mi manera de hablar a la argentina.
Nadia Zyncenko

Se crio con sus padres en una zona rural de Pilar (provincia de Buenos Aires), a 40 km de la ciudad de Buenos Aires. Allí nacieron sus dos hermanos, Pablo y Pedro.

Durante los ocho años que estuvo en combate, mi papá se la pasó mirando el cielo, donde sobrevolaban los aviones y caían las bombas. Cuando vino a la Argentina continuó haciendo lo mismo, pero no esperando bombas sino tratando de adivinar cómo estaría el tiempo. Así fue como él, un inmigrante en el medio del campo, terminó diciéndoles a los tamberos vecinos cómo iba a ser el tiempo.
Nadia Zyncenko

## Carrera profesional
Zyncenko ingresó en la Facultad de Ciencias Exactas y Naturales (de la Universidad de Buenos Aires), donde obtuvo una beca del Servicio Meteorológico Nacional, órgano estatal que en esa época era dependiente de la Fuerza Aérea Argentina. Es miembro activa de la Organización Internacional de Presentadores del Tiempo.
En 1980 consiguió una suplencia como «presentadora del tiempo» en Canal 7 (la emisora estatal de televisión). En esa misma época consiguió trabajo también en Canal 11 de Buenos Aires (actual Telefé). En 1992 comenzó a trabajar como «la mujer del tiempo» del canal estatal, presentándose de lunes a viernes ―a las 12:00 y a las 21:00― y los domingos a medianoche. Mientras tanto, mantuvo su trabajo en el Servicio Meteorológico Nacional (con un puesto como «jefa de meteorología aeronáutica» en Aeroparque, entre otros), hasta 2010.
El lunes 4 de junio de 2012 comenzó su propio programa de televisión: Nadia 6:30, en la Televisión Pública Argentina, de 30 minutos.
El 6 de febrero de 2018, Zyncenko fue desvinculada de la TV Pública, aparentemente por haber superado -con 69 años- la edad jubilatoria. Paradójicamente dos días después, el 8 de febrero de 2018, el gobierno extendió la facultad de empleadores para intimar a los trabajadores a jubilarse hasta los 70 años para hombres y mujeres.
Desde el 31 de enero de 2022 forma parte de los columnistas de tiempo y tránsito de Telefe Noticias junto a Daniel Roggiano, volvió a la emisora que estuvo en la década del 80 por entonces denominado Canal 11.